# Austrolycopodium erectum
Austrolycopodium erectum är en lummerväxtart som först beskrevs av Rodolfo Amando Philippi, och fick sitt nu gällande namn av Josef Holub. Austrolycopodium erectum ingår i släktet Austrolycopodium och familjen lummerväxter. Inga underarter finns listade i Catalogue of Life.